# The Peninsula Paris
The Peninsula Paris je pětihvězdičkový pařížský hotel v 16. obvodu. Bývalý hotel Majestic byl znovu otevřen v srpnu 2014.

## Dějiny
V roce 1864 postavil ruský sběratel Alexander Basilewski palác na dnešní Avenue Kléber. Když v roce 1868 sesazená španělská královna Isabella II. uprchla do Paříže, palác využívala. V roce 1906 byla budova zbořena a znovu otevřena v roce 1908 jako Hôtel Majestic. V roce 1928 zde George Gershwin složil svou hru Američan v Paříži. V roce 1940 po bitvě o Francii zde  německá okupační správa zřídila sídlo vojenského velitele. V roce 1946 byla budova využívána jako sídlo nově založeného UNESCO, dokud v roce 1958 nebylo otevřeno jeho nové sídlo. Budova byla poté architektem Jacquesem Carlu přeměněna na konferenční centrum ministerstva zahraničí. V roce 1973 zde Henry Kissinger podepsal Pařížskou mírovou smlouvu, která ukončila vietnamskou válku.
V roce 2008 se dům dostal do soukromých rukou a byl přeměněn zpět na luxusní hotel. Práce trvaly čtyři a půl roku a stály kolem 450 milionů eur. Pro garáž a lázně byla vytvořena tři podzemní podlaží. Hotel má střešní restauraci Oiseau Blanc s panoramatickým výhledem na Paříž. Hotel má 200 pokojů a zaměstnává 530 lidí. Provozovatelem je asijský řetězec Peninsula Hotels. Dům se nachází v blízkosti Avenue des Champs-Élysées a Arc de Triomphe.